# Sarbskie Górki
Sarbskie Górki – grupa wzgórz morenowych w zachodniej części Równiny Wełtyńskiej na północ od Widuchowej (powiat gryfiński). Od zachodu opadają dość stromo ku Dolinie Dolnej Odry. Kulminację stanowi Słowiańska Góra (72,6 m n.p.m.). Punkty widokowe na dolinę Odry, Wzgórza Krzymowskie oraz na Niemcy w okolicach Schwedt i Gartz (Oder). 
- Szlak „Zielona Odra”
- [proj.] (Lisie Pole - Rynica - Widuchowa - Sarbskie G. - Blankowe Wzg. - Dębogóra - Marwickie Stawy - Pacholęta)
- Szlak Stekliński (... - Steklno - Lubicz - proj: Sarbskie G. - Widuchowa)